# Словотвірне значення в похідних словах
Словотвірне значення — це семантичне співвідношення між похідним і його твірним, яке проявляється у вигляді різниці між їх лексичними значеннями: комбайн — комбайнер ( - той, що працює на комбайні, обслуговує комбайн), вимикати – вимикач (- те, чим вимикають). Словотвірне значення виражається формантом, який входить до складу похідного слова. Лексичне значення слова виражається його основою. Лексичне значення індивідуальне. Граматичне значення властиве цілому класу слів. Словотвірне значення належить усім словам, що мають однаковий словотворчий засіб.

## Ознаки словотвірного значення
Словотвірне значення у похідних словах — це узагальнене, спільне для певного лексико-семантичного розряду слів значення, що виявляється в одному словотвірному типові певним словотворчим засобом. Словотвірне значення ґрунтується на однотипних відношеннях. Ознаками однотипних відношень є лексико-граматична належність твірної основи до певної частини мови і характер словотворчого засобу. Наприклад, у суфіксальних утвореннях косар, кобзар, зброяр, баяніст суфікси -ар (-яр), -іст утворюють назви осіб за родом діяльності; в іменниках хід, лік, цвіт виражається словотвірне значення узагальненої дії, процесу засобом нульової суфіксації.
Словотвірне значення абстраговане від конкретного лексичного значення слова і є спільним для ряду слів із тією самою словотвірною структурою. На відміну від лексичного значення, словотвірне є необов’язковим для непохідних слів (зима, небо, ліс), воно виявляється в рядах похідних слів (учитель, вихователь, визволитель).

## Підходи до визначення словотвірного значення
На базі семантичних відношень між твірною базою (твірним) і похідними словами формується словотвірне значення. Воно є суттєвою ознакою словотвірного типу як загальної схеми побудови слів.
Існує дві підходи до визначення словотвірного значення – вузький і широкий. У вузькому розумінні (І. С. Улуханов) словотвірне значення це той елемент значення похідного слова, яким воно відрізняється від твірного: чернігівець (< Чернігів) – «той, хто з Чернігова», комбайнер (< комбайн) – «той, хто працює на комбайні», жнець (< жати) – « той, хто жне», біліти (< білий) – «виявляти білий колір», стальний (< сталь) – «той, що зі сталі». Це «різницеве» визначення словотвірного значення, тому що воно базується на різниці в лексичному значенні похідного і твірного слова. Носієм словотвірного значення є формант, за яким воно і визначається. У ширшому розумінні (В. В. Лопатін, О. А. Земська) «під словотвірним значенням мають на увазі загальне категоріальне значення слів, об’єднаних у словотвірний тип, ґрунтується на семантичному співвідношенні мотиваційної і мотивуючої основ», тобто словотвірне значення є спільним для похідних певного типу і виявляється на основі семантичного співвідношення твірних і похідних. Це «сумарне» визначення словотвірного значення, бо воно базується на взаємодії семантики форманта із семантикою твірних слів цілого словотвірного типу.
За О. С. Кубряковою, нове значення, що виникає в дериваті як результат поєднання даної твірної частини з певною формантною частино, називається словотвірним значенням. Наприклад: похідні стрілець (< стріляти), читець (< читати), їздець (< їздити), жнець (< жати) мають словотвірне значення  «особа за дією»; Похідні сумчани (< Суми), полтавчани (< Полтава), конотопчани (< Конотоп) мають словотвірне значення «особа за місцем проживання»; похідні українець (< Україна), Італієць (< Італія), китаєць (< Китай) мають словотвірне значення «особа за національністю»; похідні соціаліст (< соціалізм), анархіст (< анархізм), комуніст (< комунізм), мають словотвірне значення «особа за політичними поглядами. Ці окремі (часткові) словотвірні значення об’єднуються в загальне словотвірне значення «особа за ознакою, названою твірним словом».
На думку дериватологів (Р. С. Манучарян), обидва визначення (і «різницеве», і «сумарне») правомірні і випливають із різних рівнів абстракції («різницеве» - з вищого рівня, а «сумарне» - з нижчого).

## Типи словотвірних значень
Відповідно до різновидів семантичних відношень між похідним і твірним виділяються такі типи словотвірних значень:
- мутаційне словотвірне значення – це таке значення похідного слова, яке відрізняється від значення твірного; відмінність у значні виражається формантом, тобто похідне слово має мутаційні морфи: між містами – міжміський, дитина – дитинство, модель –моделювати. Цей тип словотвірного значення з’являється при лексичній деривації;
- модифікаційне словотвірне значення – це таке значення похідного слова, яке відрізняється від твірного не загальною семантикою, а стилістичними відтінками в значенні, тобто похідне слово має модифікаційні морфи: дума – думонька, теплий – теплесенький, їсти – їстоньки. Цей тип також формується при лексичній деривації. Ці різновиди словотвірного значення об’єднуються єдиним терміном «референційне значення»;
- транспозиційне словотвірне значення – це таке значення похідного слова, яке відрізняється від значення твірного не номінативним, частиномовним характером, тобто похідне сово має транспозиційні морфи: радий – радість, теплий – теплота, ніжний – ніжність, читати – читання. Оскільки транспозиційне значення змінює лише частиномовну належність похідного, тобто його синтаксичну функцію, то воно належить до синтаксичної деривації;
- синтагматичне словотвірне значення (термін В. В. Лопатіна) – це таке значення похідного слова, яке відрізняється від твірного не лише номінативним компонентом, а й єднальним (сполучувальним) значенням.

Єднальне значення виявляється в складних словах, словах-зрощеннях, складноскорочених словах, суфіксально-складних словах, тобто в похідних із складною (комплексною) словотвірною базою: снігопад, землемір, перекотиполе, сьогодні, Гуляйполе, Іван-город, АТС, загс, райвно, дозиметр, Узбекистан, полісемантика, мініспідниця, сантиметр, себелюбець, тихо-тихо, Панібудьласка, трьохлінійка, двохсотрічний, зірвиголова, Грузія-фільм, П’тихатки тощо.
Складне слово – це синтагма, що складається з лексично значущих компонентів, тобто основ. Як і будь-яка синтагма, воно має граматичні засоби вираження зв’язку своїх складових елементів. Таким граматичним засобом зв’язку у синтагми є спеціальні єднальні (сполучувальні) афікси (інтерфікси): -о-, -е-, -ох-, -и- і т. ін. Єднальне значення є специфічним словотвірним значенням, що характерне для складних слів (В. В. Лопатін).